# ويليام بي هوبي جونيور
ويليام بي هوبي جونيور (بالإنجليزية: William Pettus Hobby, Jr.)‏ هو ضابط أمريكي، ولد في 19 يناير 1932 في هيوستن في الولايات المتحدة.